# Hans-Adolf Asbach
Hans-Adolf Asbach, född 18 september 1904 i Demmin, död 31 mars 1976 i Eutin, var en tysk jurist och ämbetsman. Under andra världskriget beklädde han flera höga ämbeten i Generalguvernementet, det polska territorium som lades under tysk ockupation 1939. Efter kriget var han socialminister i förbundslandet Schleswig-Holstein.

## Biografi
Asbach, som var son till en lärare, avlade Abitur i Demmin och studerade därefter rättsvetenskap vid universiteten i Freiburg och Kiel. Under sin studietid var han medlem av Burschenschaft Arminia Kiel. Asbach avlade den första juridiska statsexamen 1930 och den andra 1934. I början av 1930-talet inträdde han i Nationalsocialistiska tyska arbetarpartiet (NSDAP) och blev 1934 juridisk rådgivare åt Deutsche Arbeitsfront (DAF) i Stettin. Mellan 1934 och 1935 var Asbach medlem i Sturmabteilung (SA).

### Andra världskriget
Generalguvernementet
Den 1 september 1939 anföll Tyskland sin östra granne Polen och andra världskriget utbröt. I slutet av oktober inrättades Generalguvernementet, det polska territorium som ockuperades av Tyskland. Detta indelades i fyra distrikt: Krakau, Lublin, Radom och Warschau.
Distriktet Lublin
I januari 1940 anställdes Asbach som rådgivare åt Generalguvernementets regering i Krakau. I oktober samma år utsågs han till Kreishauptmann, det vill säga högste civile ämbetsman, i Janów Lubelski. I mars 1941 lät Asbach inrätta ett läger för "arbetsskygga". Samma år förflyttades på Asbachs order 2 200 polska judar från Kraśnik, där flygplanstillverkaren Heinkel hade en fabrik, till Kosin, Trzydnik och Radomyšl.
Distriktet Galizien
Efter Tysklands anfall mot den forna bundsförvanten Sovjetunionen, Operation Barbarossa, inrättades i Generalguvernementet i augusti 1941 ett femte distrikt — Galizien. Samma månad utnämndes Asbach till Kreishauptmann i Brzezany. Den 1 oktober, på Jom Kippur, gav Asbach order om att samtliga av stadens män mellan åldrarna 18 och 60 skulle samlas ihop för registrering. Av dessa fängslades 700, utan förklaring. Dagen därpå fördes de judiska männen ut ur staden i lastbilar och arkebuserades. Den 18 december, under chanukka-högtiden, utlämnade juderådet 1 000 personer under förespegling att de skulle omflyttas till Podhajce. Istället fördes de till ett skogsområde utanför Brzezany och sköts.
I Brzezany fanns ett judiskt bostadsområde, men inrättandet av ett getto försenades på grund av krigshandlingar i distriktet. Gettot i Brzezany bildades hösten 1942 och var vid årets slut helt avskilt från det omgivande samhället. Levnadsvillkoren i gettot präglades av svält, sjukdom och död. I enskilda hus kunde det bo mellan 150 och 200 personer.
I Kreis Brzezany uppstod en strid om den judiska arbetskraften. På ena sidan stod SS- och polischefen Fritz Katzmann och på den andra civilförvaltningen med Asbach som chef, Wehrmacht och Reichsbahn. Stridigheterna försenade deportationerna av judar. En annan stridsfråga var hur Förintelsen skulle genomföras i området. Civilförvaltningen kritiserade inte dödandet av judar per se, utan att det skedde offentligt. Denna kritik kan ha lett till att Asbach i februari inkallades till Wehrmacht och fick lämna sin post i Brzezany.

### Efter andra världskriget
Asbach greps av brittiska trupper i närheten av Wismar i april 1945. Två månader senare släpptes han ur krigsfångenskapen och begav sig till Schleswig-Holstein, där han verkade som lantarbetare på godset Rixdorf. Under de följande tre åren gick han en murarutbildning. Vid denazifieringsförfarandet 1947 klassificerades han i kategori V, vilket innebar att han ansågs vara skuldfri. Samma år avfattade Asbach en grundlig redogörelse för sitt liv och sina gärningar. Den tyske historikern Markus Roth hävdar, att Asbach försökte att exculpera sig själv genom utelämnanden av fakta och skuldförskjutningar. Asbach sade sig inte ha känt till våldet och skändligheterna. Han hade inte gjort något fel och hade varit tvungen att hjälplöst se på när andra begick grymheter mot Galiziens judar. Enligt Roth berör Asbach inte alls frågan om sin egen skuld och ansvar.
Socialminister i Schleswig-Holstein
Med början år 1949 engagerade sig Asbach i olika organisationer som tillvaratog internflyktingars intressen. Han kom att bli juridisk rådgivare åt Pommersche Landsmannschaft, som företrädde människor som hade tvingats fly från sin hemort. Året därpå var han en av grundarna av högerpartiet Bund der Heimatvertriebenen und Entrechteten (BHE), som förde fördrivna tyskars talan. Asbach invaldes detta år i Schleswig-Holsteins Landtag. Efter Landtagsvalet den 9 juli 1950 bildade CDU, DP, FDP och BHE koalitionsregering med CDU-politikern Walter Bartram som ministerpresident. Asbach utnämndes till minister för social-, arbetsmarknads- och flyktingfrågor. Bartrams kabinett fick utstå omfattande kritik, då fem av dess sex ministrar hade ett förflutet inom Nationalsocialistiska tyska arbetarpartiet (NSDAP). Bartram själv hade tillhört NSDAP och ekonomiministern Hermann Andersen hade även varit medlem i Schutzstaffel (SS) och Sturmabteilung (SA). Frankfurter Rundschau skrev att kabinettet utgjorde en åternazifiering av Schleswig-Holstein och Vorwärts talade om att koalitionen hade bildats ur SA, SS och NSDAP. Bartrams ministär gav även upphov till internationella reaktioner. New York Herald Tribune skrev i en artikel den 23 november 1950 att det fanns skäl att misstänka att Asbach hade deltagit i massmorden i Ukraina under andra världskriget. Fyra dagar senare talade Labour-ledamoten Horace King i brittiska underhuset och varnade för den politiska utvecklingen i Schleswig-Holsteins delstatsparlament.
Hans-Werner Otto var Asbachs statssekreterare. Otto hade mellan 1943 och 1944 varit distriktskommissarie (Gebietskommissar) i Nikolajew i Reichskommissariat Ukraine. Till Asbachs departement hörde även Max Timm, som hade varit en högt uppsatt tjänsteman inom Reichsarbeitsministerium och nära medarbetare till Fritz Sauckel, och Hartmut Gerstenhauer, en SS-officer, som hade varit Kreishauptmann, högste civile ämbetsman, i Krasnystaw i distriktet Lublin i Generalguvernementet. Asbach fortsatte att vara socialminister även under ministerpresidenterna Friedrich Wilhelm Lübke (från 1951) och Kai-Uwe von Hassel (från 1954). I den senares kabinett fungerade Asbach som ställföreträdande ministerpresident. Den 21 oktober 1957 entledigade von Hassel Asbach som minister. Detta skall bland annat ha föranletts av ett yttrande av Asbach efter förbundsdagsvalet samma år, då BHE för första gången hamnade under femprocentsspärren. Asbach hade beskrivit valet som "orättvist och odemokratiskt", eftersom förbundsdagen nu förlorat representanter för tyska internflyktingar.
Asbach förblev Lantdagsledamot fram till 1962; efter Lantdagsvalet 1958 blev han vice ordförande för den parlamentariska kommittén för livsmedel, jordbruk och skogsbruk. År 1961 gick BHE samman med DP och bildade Gesamtdeutsche Partei (GDP).
Förundersökning om krigsförbrytelser
En judisk läkare, som under andra världskriget hade bott i Brzezany, anmälde i juni 1961 Asbach till de västtyska myndigheterna. Enligt läkaren skulle Asbach ha tagit aktiv del i Förintelsen. Ärendet togs upp av Ludwigsburger Zentralstelle, som inledde en förundersökning om mord alternativt medhjälp till mord. Undersökningen överlämnades i februari 1964 till Kiels statsåklagarämbete. Senare samma år rapporterade Kieler Nachrichten om Asbachs gärningar under kriget och att han misstänktes ha begått krigsförbrytelser. Asbach slog ifrån sig det hela och uppmanade brevledes flera politiker, bland andra Hermann Ahrens, som var ordförande för GDP i Niedersachsen och Helmut Lemke, som var ministerpresident i Schleswig-Holstein, att göra allt som stod i deras makt för att hans ära och anseende skulle återupprättas. I maj 1965 hölls en första förhandling och Asbach förnekade vid denna att han som Kreishauptmann skulle ha varit ansvarig för den tyska judepolitiken. Han framhöll särskilt den då pågående konflikten mellan civilförvaltningen och SS. Asbachs advokat inkallade som vittne Ludwig Losacker, som tidvis hade varit Asbachs överordnade i Generalguvernementet. Losackers uppgift var att exculpera Asbach. Åklagarämbetet stod inför en stor utmaning, då många av Generalguvernementets persondokument och mötesprotokoll hade förstörts eller förkommit i slutet av andra världskriget. Liksom i andra rättsfall mot distriktsledare i Generalguvernementet var det under dessa förhållanden mycket svårt att väcka åtal, såvida den misstänkte inte hade avlagt bekännelse.
År 1965 företogs en husrannsakan i Asbachs bostad, där man påträffade handlingar som dokumenterade tidigare vittnesutsagor. År 1955 hade Asbach, hans före detta sekreterare och Losacker förnekat att de besökt tvångsarbetslägren och gettona i Janów Lubelski och Brzezany. I september 1966 företogs husrannsakan hos vittnet Fritz Tichy, som hade varit Asbachs ställföreträdare i Brzezany. Fynden bekräftade myndigheternas misstankar att Losacker hade spelat en central roll i rekryteringen av vittnen i fallet Asbach. Det framkom även att Tichy och ett annat vittne hade arbetat för Bundesnachrichtendienst (BND). Asbachs före detta sekreterare medgav 1968 att hon inför tidigare vittnesmål av Asbach hade utsatts för påtryckningar med syfte att hon skulle yppa felaktiga uppgifter samt undanhålla vital information. Därför inleddes mot Asbach även en förundersökning om anstiftan till mened. I juli 1968 var förundersökningen mot Asbach klar; den var på omkring 500 sidor och innehöll starka bevis mot honom. Förberedande förhandlingar inleddes vid Landgericht Lübeck i oktober 1969. Asbach anklagades bland annat för att i samråd med Adolf Hitler, Heinrich Himmler och andra krigsförbrytare ha låtit mörda 3 148 judar och en polack. Enligt åklagaren hade rashat utgjort bevekelsegrunden för dessa mordiska gärningar.
I november 1975 fastslog åklagaren att bevisföringen i Asbachs fall inte räckte för åtal och huvudförhandling. Åklagaren ansåg dock att Asbach senast våren 1942 fått kännedom om Förintelsen, men att det regionala ansvaret för denna från och med juni 1942 hade legat hos SS- och polischefen Fritz Katzmann. Asbach kunde därmed endast hållas ansvarig för de repressiva åtgärder som vidtagits mot de galiziska judarna under våren och försommaren 1942. Detta fastslogs av Landgericht Lübeck den 25 mars 1976. Sex dagar senare avled Asbach.

## Kartor

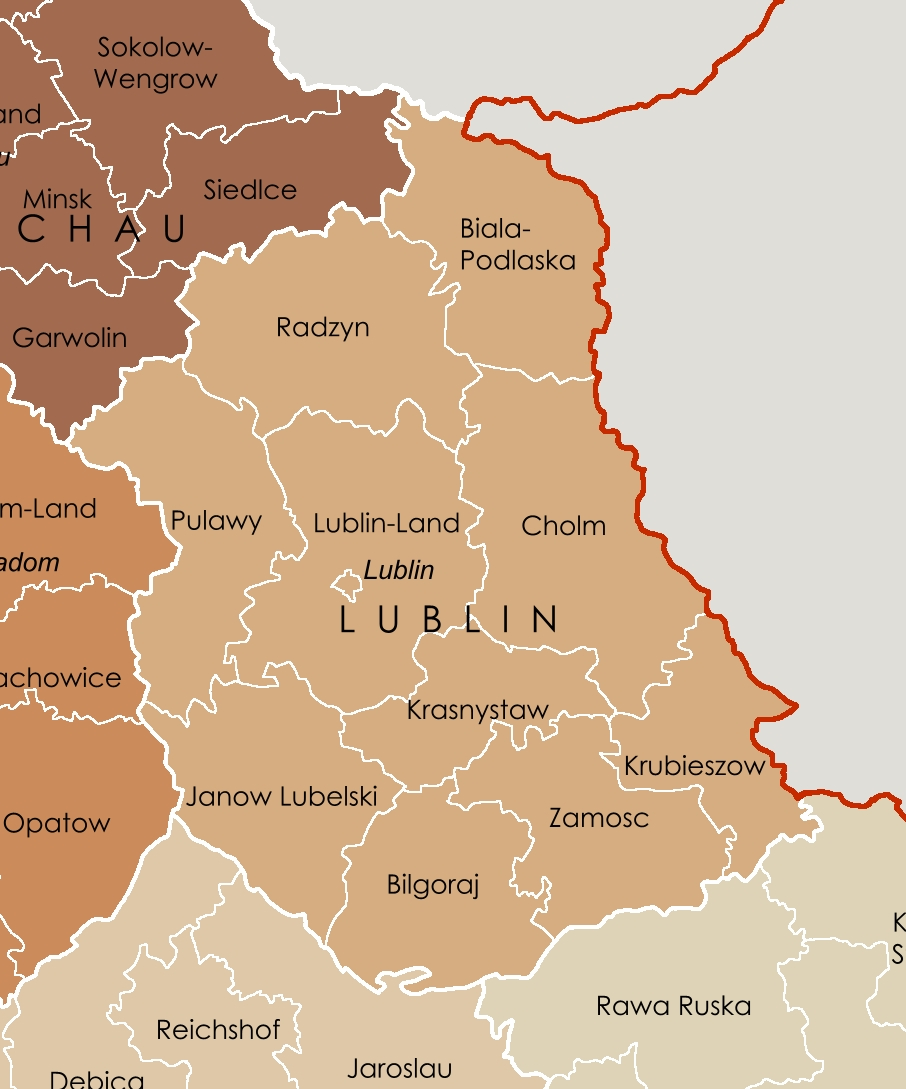
Administrativ karta över distriktet Lublin år 1941
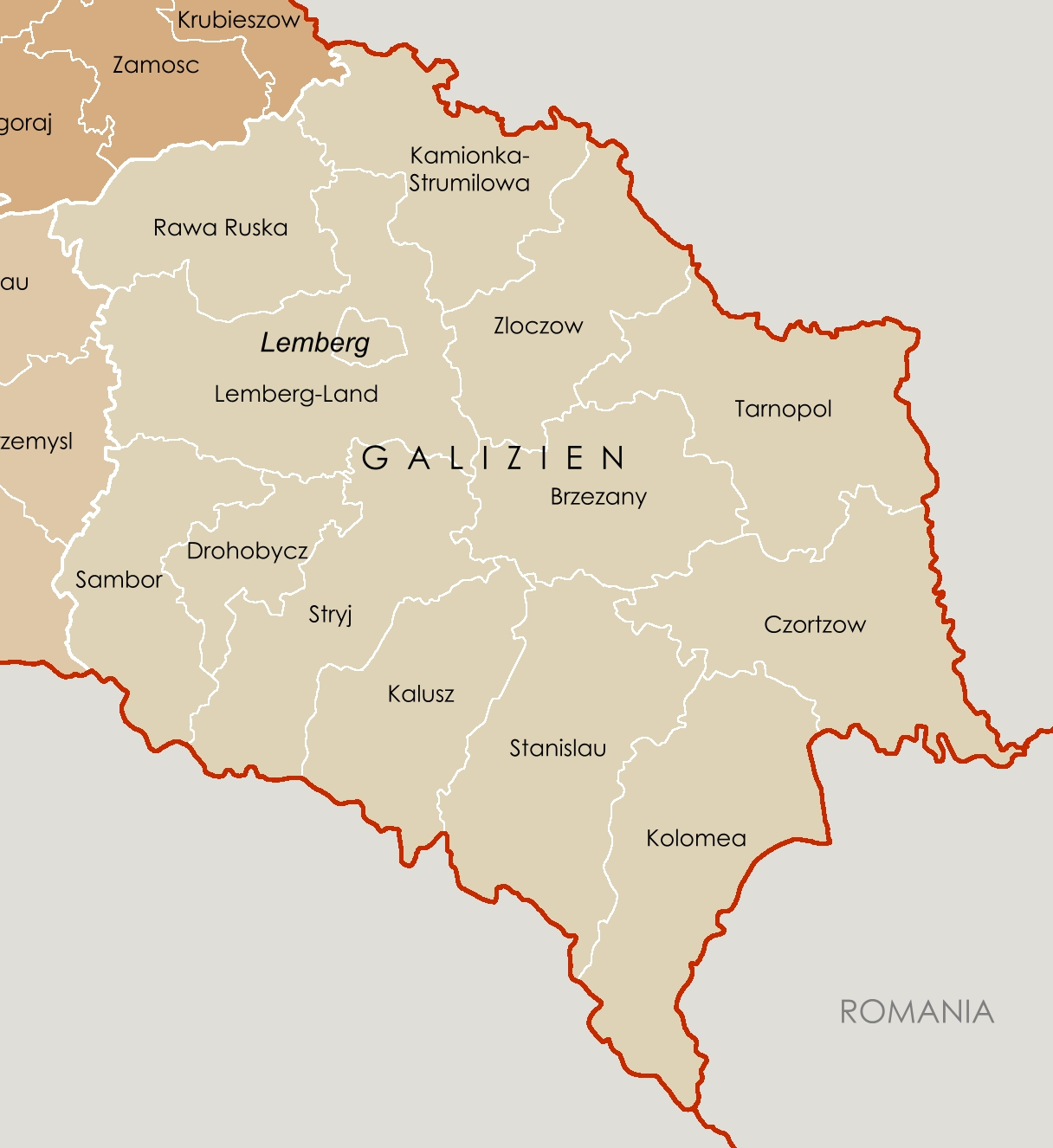
Administrativ karta över distriktet Galizien år 1941